# Franz Dischinger
Franz Anton Dischinger, né le 8 octobre 1887 à Heidelberg et mort le 9 janvier 1953 à Berlin, est un ingénieur civil allemand.

## Biographie
Franz Dischinger a été un des pionniers du génie civil en Allemagne, responsable du développement des ponts à haubans et du béton précontraint pour lequel il a pris une licence pour un système de précontrainte extérieure en 1934.
Il a étudié au lycée de Karlsruhe puis à la Technische Hochschule de Karlsruhe où il suit la formation de génie civil en 1907 et en sort diplômé en 1911. Il est embauché par Dyckerhoff & Widmann AG (Dywidag) où il travaille jusqu'en 1932. Il a étudié des ponts avec Ulrich Finsterwalder qui travaille avec lui depuis 1923.
Ayant développé des méthodes de calcul et de construction des coques à partir de 1923, il retourne en 1928 faire des études à la Technischen Hochschule de Dresde pour passer un doctorat sur les coupoles avec Kurt Beyer. Il a été considéré comme un des pionniers de la construction des coques.
En 1928 il fait l'étude d'une coque à double courbure  d'une portée de 150 m. En 1942, il a étudié, en 1942, pour le centre des congrès de Berlin, une coupole de 250 m de portée doublée d'une coque anti-bombes de 3,50 m d'épaisseur conçue par Albert Speer.
Il a conçu chez Dyckerhoff & Widmann AG le planetarium Zeiss à Iéna avec Walther Bauersfeld. La technique de réalisation des coupole par béton projeté, ou gunitage, sur des treillis Zeiss a été breveté « construction en coque Zeiss-Dywidag ». La coupole du planétarium Zeiss est la troisième construite suivant cette technique. Il a étudié les coupoles en béton armé des marchés de Bâle, Francfort et Leipzig. La grande halle du marché de Leipzig est construite en 1928-1929 avec l'architecte Hubert Ritter. Les coupoles sont octogonales et composées d'éléments de coques cylindriques d'une portée de 65,80 m de portée et de 10 cm d'épaisseur.
En 1928 il a pris un brevet pour des ponts en arc précontraints par un tirant en acier. Il utilise ce brevet pour la construction du pont sur la Saale, près d'Alsleben.
Entre 1933 et 1945 il est professeur de béton armé à Technische Hochschule de Berlin, puis à l'université technique de Berlin jusqu'en 1951.
En 1936-1937, il construit le pont de Aue, Saxe, premier pont ferroviaire en béton précontraint utilisant son système de précontrainte breveté en 1934.
En 1937 et 1939, il publie sur le retrait et le fluage du béton.
Il fait la conception d'un pont suspendu ferroviaire sur l'Elbe en 1938. Il s'est alors intéressé aux ponts suspendus qui avaient incorporés des haubans inclinés, comme ceux conçus par Ferdinand Arnodin et John Augustus Roebling. Le pont a une longueur totale de 605,80 m et la travée centrale a une portée de 409,85 m. Il a  utilisé des haubans inclinés pour limiter la déformabilité du tablier. Ses études théoriques et expérimentales lui ont permis d'affirmer que les haubans inclinés permettent d'améliorer la rigidité et la stabilité aérodynamique des ponts suspendus. Ses idées sur la conception des ponts à haubans se sont imposés après la Seconde Guerre mondiale pour la reconstruction des ponts détruits. Il reconstruit le pont de Strömsund qui est considéré comme le premier pont à haubans moderne, terminé en 1956

## Quelques ouvrages

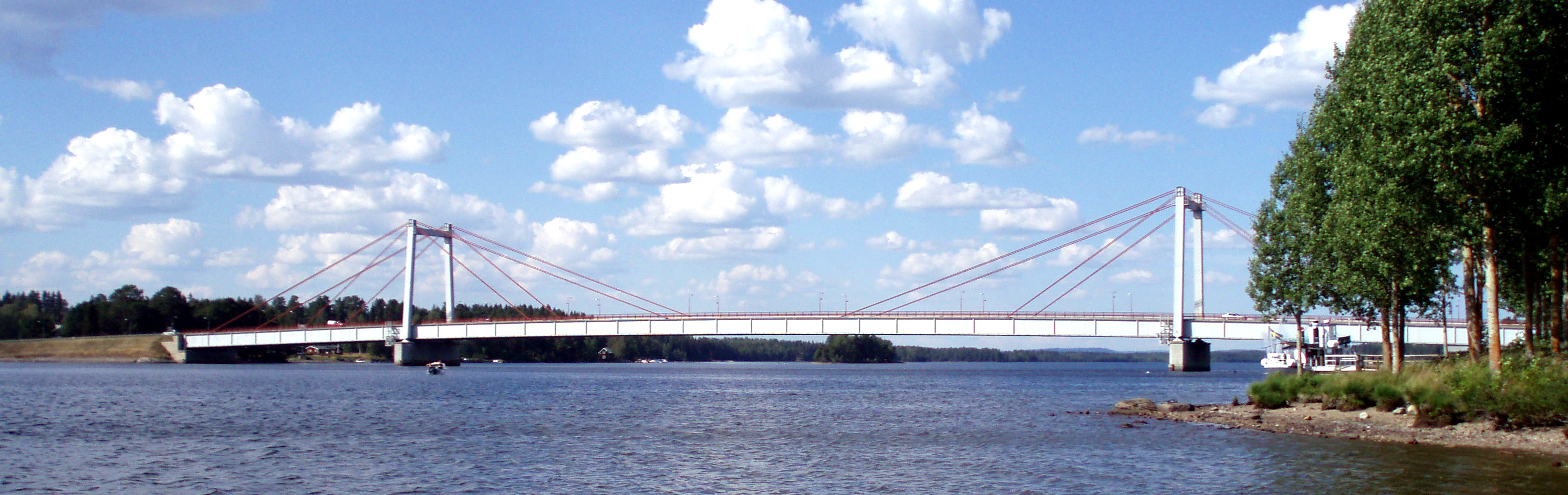
Pont à haubans de Strömsund

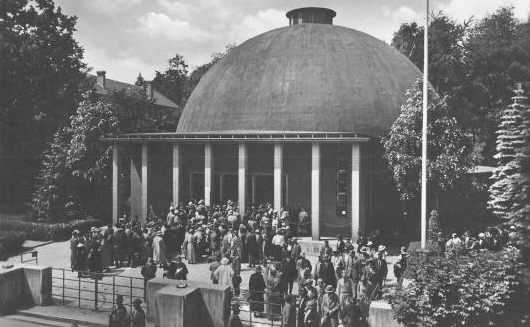
Planetarium Zeiss de Iéna en 1926

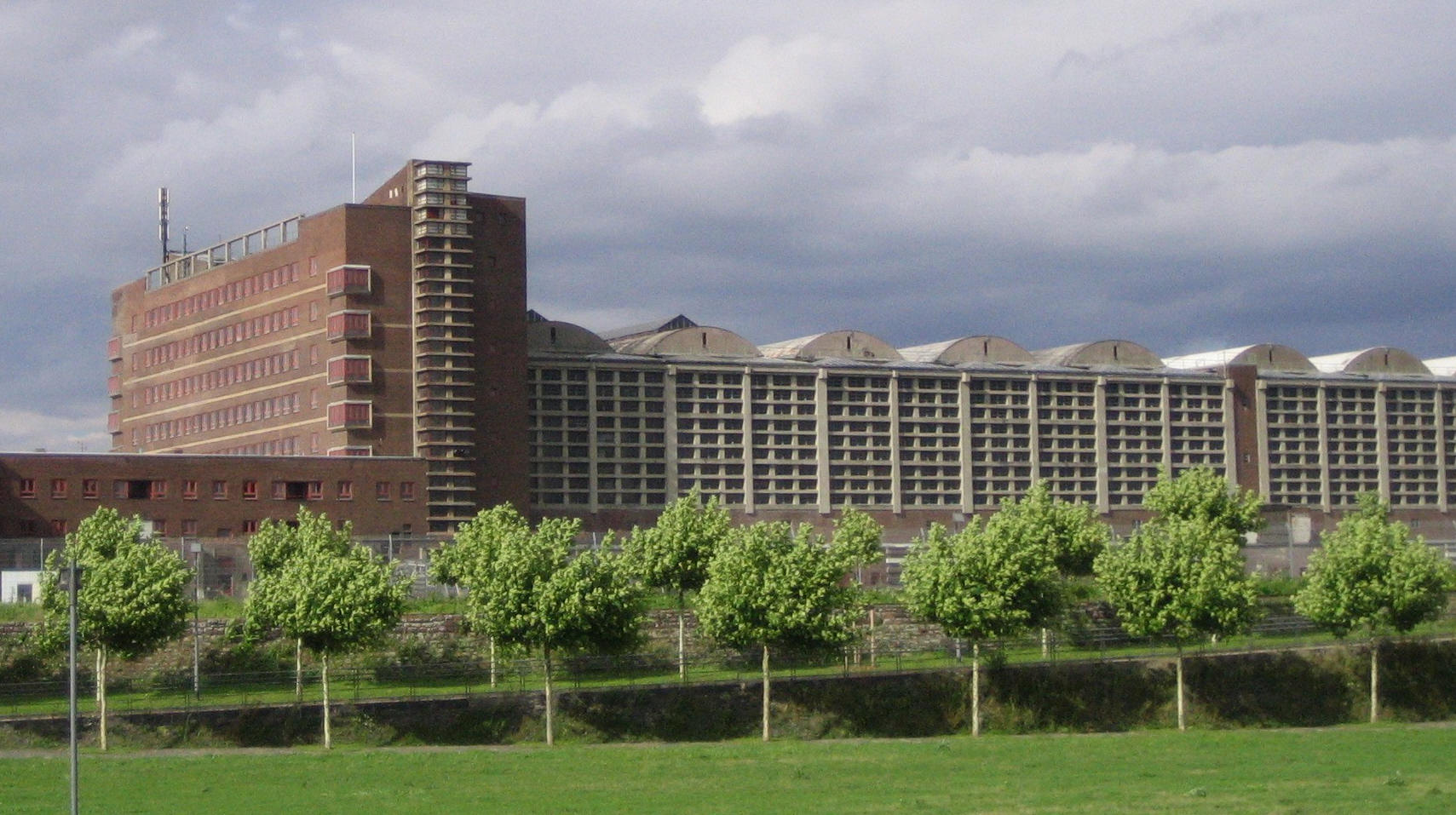
Marché central de Francfort

- Pont sur la Saale près d'Alsleben,
- Pont ferroviaire de Aue, Saxe
- Coupole de l'usine électrique de Francfort,
- Planetarium Zeiss à Iéna,
- Grande halle du marché de Francfort,
- Grande halle du marché de Leipzig,
- Marché central de Bâle,
- Pont sur la Moselle à Coblence,
- Pont à haubans de Strömsund.

## Distinctions
- Il a reçu le prix Emil Mörsch en 1940
- Sénateur honoraire de l'université de technologie de Darmstadt en 1947
- Docteur honoris causa de l'Institut de technologie de Karlsruhe en 1948
- Docteur honoris causa de l'université technique de Rhénanie-Westphalie à Aix-la-Chapelle en 1949
- Sénateur honoraire de l'université technique de Berlin en 1951
- Docteur honoris causa de l'université technique d'Istanbul en 1952

L'Association allemande du béton (Deutschen Beton-Vereins e.V.) a donné son nom à un prix attribué à partir de 1954.
Son nom a été donné à un pont de Berlin en 1956.

## Quelques publications
- L'élimination des moments de flexion supplémentaires dans l'arc à deux articulations avec tirant, dans Construction et Travaux Publics, juin 1933.
- Contribution à la théorie de la demi-dalle et de la paroi portante, dans Construction et Travaux Publics, novembre 1933.
- Untersuchungen über die Knicksicherheit, die elastische Verformung und das Kriechen des Betons bei Bogenbrücken (étude de la résistance au flambage, de la déformation élastique  et du fluage dans les ponts en arc) , dans Der Bauingenieur, 1937
- Elastische und plastische Verformungen der Eisenbetontragwerke und insbesondere der Bogenbrücken (déformations élastiques et plastiques des structures porteuses en béton armé, et en particulier des ponts en arc), dans Der Bauingenieur, no 20, 1939
- Hängebrücken für schwerste Verkehrslasten, dans Der Bauingenieur, mars-avril 1949, no 24